# La Homa
La Homa es un lugar designado por el censo ubicado en el condado de Hidalgo en el estado estadounidense de Texas. En el Censo de 2010 tenía una población de 11.985 habitantes y una densidad poblacional de 672,4 personas por km².

## Geografía
La Homa se encuentra ubicado en las coordenadas 26°16′38″N 98°21′28″O / 26.27722, -98.35778. Según la Oficina del Censo de los Estados Unidos, La Homa tiene una superficie total de 17.82 km², de la cual 17.82 km² corresponden a tierra firme y (0%) 0 km² es agua.

## Demografía
Según el censo de 2010, había 11.985 personas residiendo en La Homa. La densidad de población era de 672,4 hab./km². De los 11.985 habitantes, La Homa estaba compuesto por el 98.72% blancos, el 0.07% eran afroamericanos, el 0.03% eran amerindios, el 0.06% eran asiáticos, el 0% eran isleños del Pacífico, el 0.71% eran de otras razas y el 0.42% pertenecían a dos o más razas. Del total de la población el 97.05% eran hispanos o latinos de cualquier raza.

## Educación
El Distrito Escolar Independiente de La Joya sirve al lugar.
Escuelas que sirven al lugar:
- Primarias: Lloyd Bentsen, Kika de la Garza, Henry B. González, Américo Paredes, Patricio Pérez y E. B. Reyna[8]
- Secundarias: I. Garcia, Memorial, J. D. Salinas y Domingo Treviño[9]
- Preparatorias: Juárez-Lincoln y Palmview[10]